# Association sportive et culturelle Renaissance
L'Association sportive et culturelle Renaissance est un club de football sénégalais créé en 1999 et basé dans la ville de Dakar.

## Histoire
L'ASC Renaissance a été vice champion de la deuxième division sénégalaise de football en 2006. Le club a été deux fois finaliste en coupe du Sénégal, en 2012 contre ASC HLM une finale perdue aux tirs au but (0-0 4 tab 2) et une autre en 2018 contre Génération Foot sur le score de deux buts à zéro.

## Palmarès
- Ligue 2
  - Vice-champion : 2006

- Coupe du Sénégal
  - Finaliste : 2012, 2018